# Salsola anatolica
Salsola anatolica är en amarantväxtart som beskrevs av Paul Aellen. Salsola anatolica ingår i släktet sodaörter, och familjen amarantväxter. Inga underarter finns listade i Catalogue of Life.